# La Riba de Escalote
La Riba de Escalote és un municipi de la província de Sòria, a la comunitat autònoma de Castella i Lleó.